# Harry Klinefelter
Harry Klinefelter (20 de marzo de 1912 – 20 de febrero de 1990), fue un reumatólogo y endocrinólogo estadounidense. Descubrió un nuevo síndrome que en su honor se denominó síndrome de Klinefelter.

## Biografía
Harry Fitch Klinefelter, Jr estudió primero en la Universidad de Virginia, en Charlottesville. Luego obtuvo su título de médico en la Escuela de Medicina de la Universidad Johns Hopkins. Después de graduarse, en 1937, continuó su formación en medicina interna en el Hospital Johns Hopkins. Trabajó en el Hospital General de Massachusetts, en Boston, en 1941-1942. Bajo la supervisión de Fuller Albright, describió a un grupo de nueve hombres afectados por ginecomastia, azoospermia sin aleydigismo y aumento de la excreción de la hormona foliculoestimulante, la primera descripción de lo que posteriormente se denominaría síndrome de Klinefelter. Inicialmente sospechó que se trataba de un trastorno endocrino, y postuló la presencia de una segunda hormona testicular, pero, en 1959, Patricia A. Jacobs y J. A. Strong (Western General Hospital y Universidad de Edimburgo) demostraron que un paciente masculino portador del fenotipo del síndrome de Klinefelter tenía un cromosoma X adicional (47 XXY). Más tarde, Klinefelter confirmó que la causa no era hormonal, sino cromosómica.
Klinefelter sirvió en las Fuerzas Armadas de 1943 a 1946, luego regresó a Johns Hopkins, donde permaneció durante el resto de su vida profesional. En 1966 fue nombrado profesor asociado. Se retiró a la edad de 76 años.